# Türkische Invasion Zyperns
Die türkische Invasion Zyperns war der Angriff der Türkei gegen die Republik Zypern am 20. Juli 1974 in der Folge des durch die zyprische Nationalgarde gegen Makarios III. durchgeführten Putsches, der mit der völkerrechtswidrigen Besetzung des Nordteils der Insel Zypern endete. Die dort am 15. November 1983 ausgerufene Türkische Republik Nordzypern wird international nur von der Türkei anerkannt.

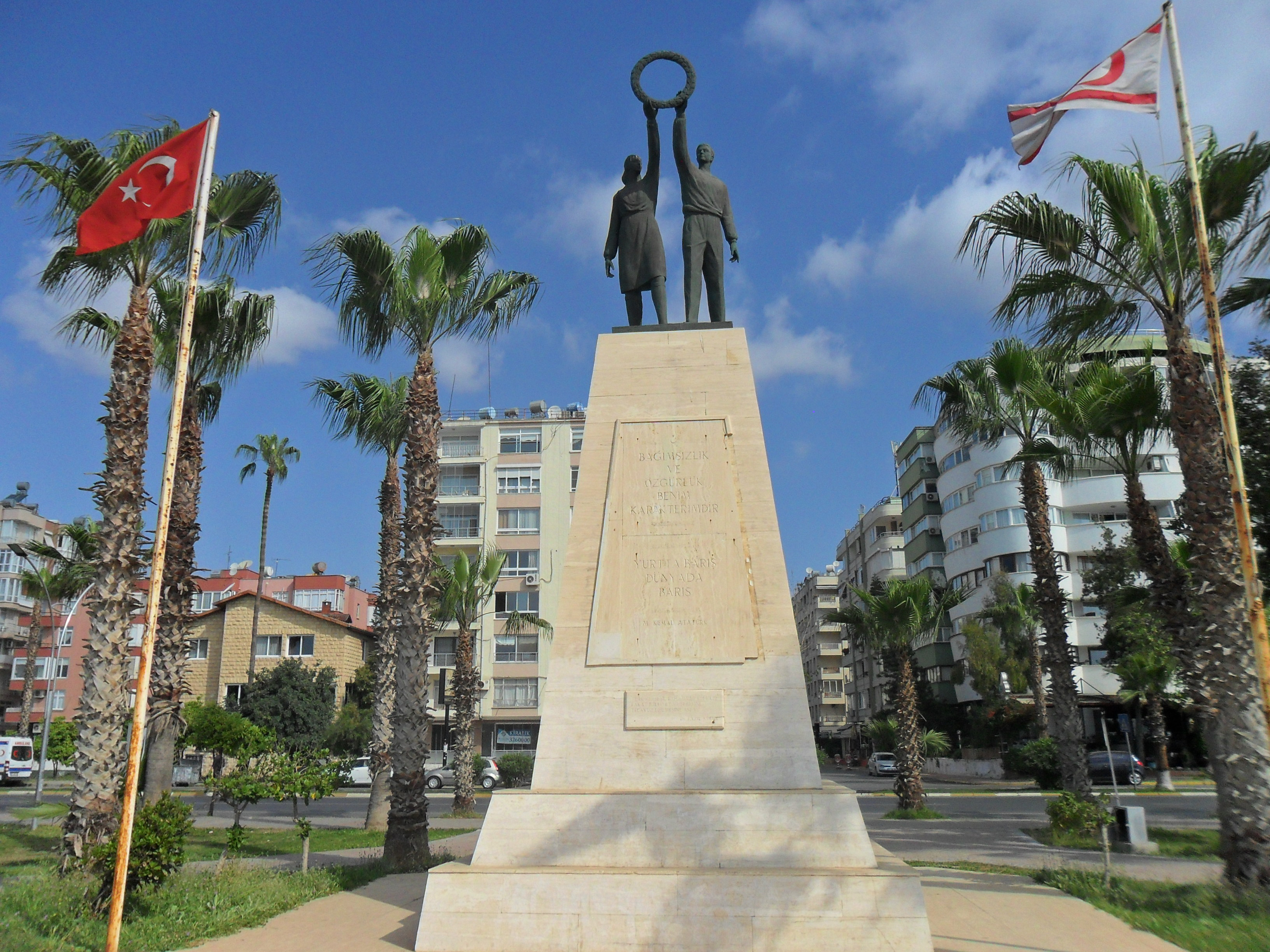
Denkmal für die sogenannte „Friedensoperation“ in der türkischen Hafenstadt Mersin

## Verlauf
Am 15. Juli 1974 wurde der Präsident der Republik Zypern, Erzbischof Makarios, durch einen Putsch der zypriotischen Nationalgarde gestürzt. Ziel des durch die griechische Junta gelenkten Putsches war die Absetzung der demokratischen Regierung Zyperns und der Anschluss Zyperns (Enosis) an Griechenland unter eindeutiger Verletzung der Zürcher und Londoner Abkommen.
Nachdem Großbritannien ein gemeinsames Vorgehen der Garantiemächte abgelehnt hatte, intervenierte die Türkei am 20. Juli mit der Entsendung von regulären Truppen. Eine seit dem Vorabend auf dem Weg befindliche Invasionsflotte der Türkei wurde in Athen als „Übung“ fehlgedeutet und somit kam es zu einer ungestörten Invasion der türkischen Streitkräfte am Morgen des 20. Juli 1974 auf Zypern.
Nach einer zwischenzeitlichen Waffenruhe nutzte die Türkei ab 14. August die Anwesenheit ihrer Truppen zu einer völkerrechtswidrigen Besetzung des nördlichen Teils der Insel. Das Gebiet Nordzyperns machte zwar nur 37 Prozent des Staatsgebiets der Republik Zypern aus, auf ihm wurden aber 70 Prozent aller Wirtschaftsleistungen erbracht. So befanden sich z. B. 66 Prozent aller touristischen Anlagen, 80 Prozent aller Zitrusbäume und der Handelshafen der Insel in Famagusta auf dem Nordteil der Insel.

## Folgen

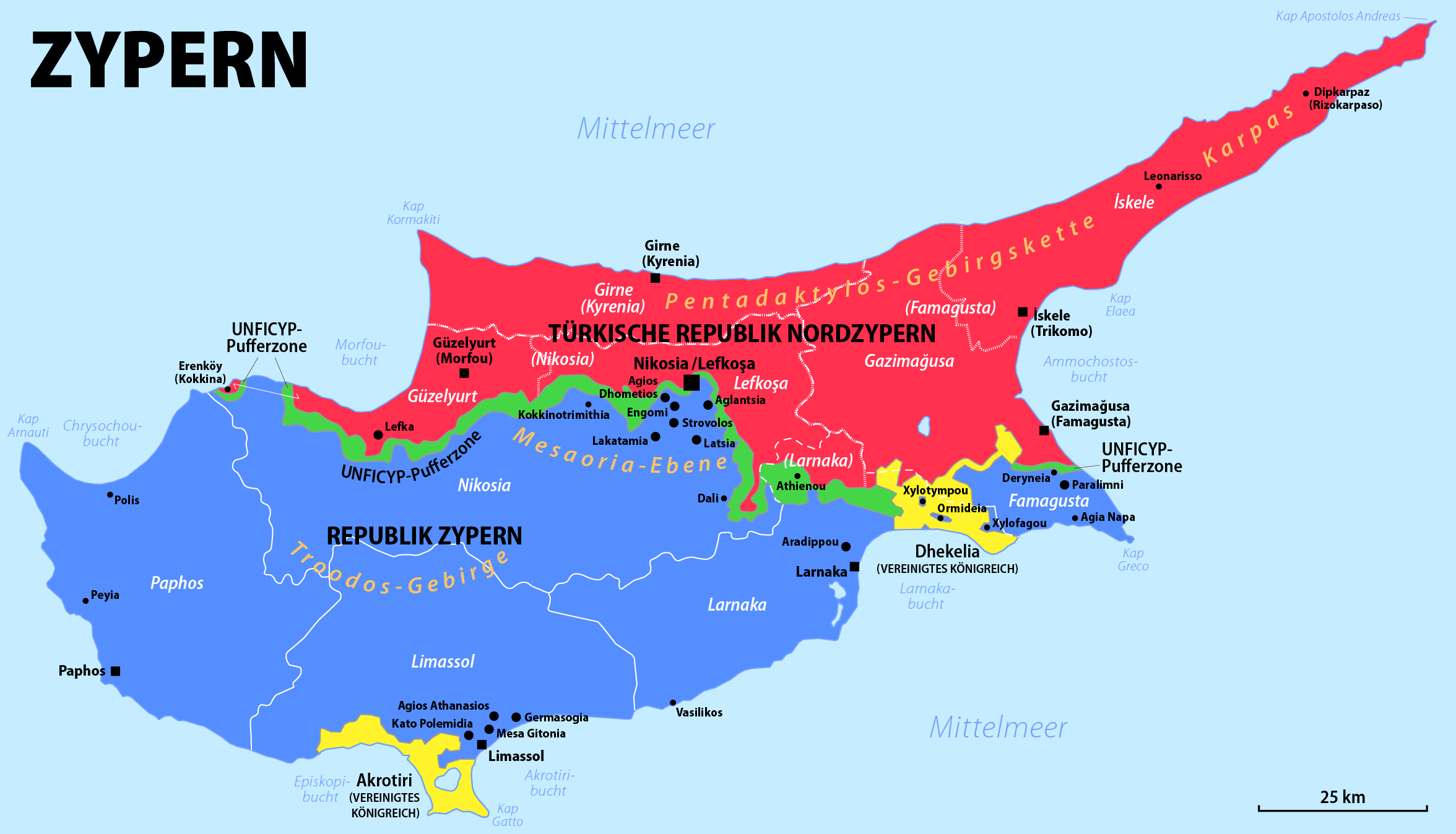
Das geteilte Zypern mit UN-Pufferzone und britischen Militärbasen

Das türkische Militär vertrieb 162.000, nach türkischen Angaben 120.000, Zyperngriechen aus dem Norden Zyperns in den Süden, 1500 verschwanden. Die Türkei wurde im Mai 2014 durch den Europäischen Gerichtshof für Menschenrechte zur Zahlung von 90 Millionen Euro Schmerzensgeld und Entschädigung für die Familien der verschwundenen Zyperngriechen verurteilt.
Eine kleine Minderheit von Zyperngriechen verblieb auf der Halbinsel Karpas (Rizokarpaso), ebenso wie arabischsprachige Maroniten. 1975 mussten Zyperntürken, die damals 19 Prozent der Inselbevölkerung ausmachten, den Süden der Insel verlassen. Damit kam es zu einer De-facto-Separation der vorher bi-lingualen und multikulturellen Insel.
Das griechische Obristenregime verlor durch seine Verstrickung in den Putsch und die aus griechischer Sicht katastrophale militärische Entwicklung auf Zypern nun auch den Rückhalt in den eigenen Reihen, nach dem Sturz des Regimes im Juli 1974 durch oppositionelle Teile des Offizierskorps’ kehrte Griechenland zurück zur Demokratie und die führenden Obristen wurden zu lebenslangen Haftstrafen verurteilt. Im von Zyperngriechen kontrollierten Teil der Insel wurde mit der Rückkehr von Makarios III. die alte Ordnung der Republik Zypern wiederhergestellt. Zu einem Rückzug der türkischen Truppen kam es nicht, auf dem besetzten Gebiet wurden 1975 der Türkische Föderativstaat von Zypern als Bundesstaat und 1983 die Türkische Republik Nordzypern ausgerufen. Eine unbewohnte Pufferzone wird von der UN verwaltet, in dieser befinden sich auch der seitdem stillgelegte Flughafen Nikosia und das Ledra Palace Hotel.

## Code-Namen
Operation Atilla (türkisch Atilla Harekâtı, propagandistisch auch Kıbrıs Barış Harekâtı – „zyprische Friedensoperation“ genannt) bezeichnet die beiden Operationen der türkischen Armee während der Invasion in Zypern.
Atilla I war das erste Stadium der Operation. Die Operation begann in den Morgenstunden des 20. Juli 1974 als Antwort auf den Putsch gegen Makarios der durch die Griechische Militärdiktatur gelenkten Nationalgarde. Drei Tage nach der Invasion waren die Putschisten vertrieben und das gewählte Parlament wieder eingesetzt.
Atilla II wurde das zweite Stadium der türkischen Invasion genannt, welche weniger als einen Monat nach der Wiedereinsetzung des Parlaments am 14. August 1974 erfolgte.